# Jan Dragon
Jan Dragon (ur. 9 czerwca 1956 w Istebnej), zamieszkały w Jaworzynce – polski biegacz narciarski, olimpijczyk.
Wicemistrz Polski z 1977 na dystansie 15 km oraz brązowy medalista mistrzostw Polski na 50 km w 1978 oraz sztafecie 4 × 10 km w 1975. W 1978 zwyciężył w I Biegu Gwarków.
Wystąpił na Zimowych Igrzyskach Olimpijskich w Innsbrucku w 1976. Biegu na 15 km nie ukończył, a w sztafecie 4 × 10 km drużyna w składzie Gębala, Staszel, Podgórski, Dragon zajęła 13. miejsce w stawce 16 zespołów z czasem 2:16:06,63.